# Bolivaritettix hutiaoxiana
Bolivaritettix hutiaoxiana är en insektsart som beskrevs av Zheng, Z. och X. Ou 2003. Bolivaritettix hutiaoxiana ingår i släktet Bolivaritettix och familjen torngräshoppor. Inga underarter finns listade i Catalogue of Life.